# Guayabetal
Guayabetal è un comune della Colombia facente parte del dipartimento di Cundinamarca.
Il centro abitato venne fondato tra il 1920 e il 1930, mentre l'istituzione del comune è del 14 gennaio 1980.